# Анатомія собаки
Анатомія собаки — наука про будову тіла собаки, його систем і органів. Це розділ анатомії тварин і детально описує макроскопічну структуру та розташування окремих органів або систем в тілі собаки. Ця наука є невід'ємною частиною ветеринарії.

## Загальний зовнішній опис

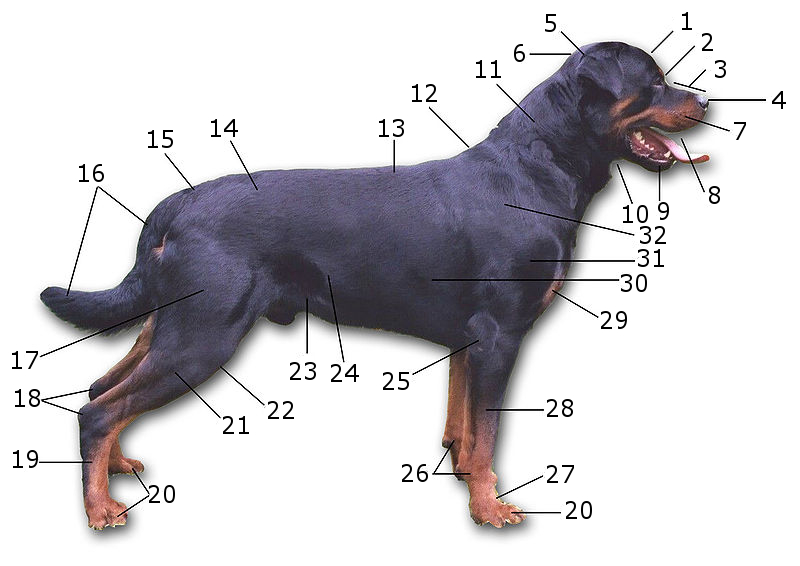
1. Лоб 2. Стоп 3. Морда 4. Носовий трюфель 5. Підстава вуха 6. Потиличний виступ 7. Губи, складки 8. Губний кут 9. Нижня щелепа 10. Підгрудок 11. Шия 12. Холка 13. Хребет 14. Поперек 15. Підстава хвоста 16. Хвіст 17. Стегно 18. П'ятка, п'яткова кістка 19. Плюсна 20. Лапи 21. Барабанна паличка 22. Коліно 23. Слабізна 24. Живіт 25. Лікоть 26. Зап'ястя 27. П'ястка 28. Передпліччя 29. Передня грудь, ручка грудини 30. Скриня 31. Рука 32. Плече

## Скелет собаки
- Череп

Вид збоку черепа собаки:
1 — щелепа,
2 — лобова кістка,
3 — слізна кістка,
4 — вертикальна пластинка піднебінної кістки,
5 — вилична кістка,
6 — носова кістка,
7 — різець,
8 — тім'яна кістка,
9 — міжтім'яна кістка,
10 — скронева кістка,
11 — потилична кістка,
12 — нижня щелепа.

  - верхня або верхньощелепна кістка.
  - різець або міжщелепна кістка.
  - носова кістка.
  - нижня щелепа.
  - тім'яна кістка.

- Хребет
  - вершина хребця (атлас)
  - обертове коло (вісь)

Скелет домашньої собаки:
A — шийні хребці (7 хребців), B — грудні хребці (13 хребців), C — поперекові хребці (7 хребців), D — крижові хребці (3 хребці), E — хвостові хребці (20-23 хребці).
1 — череп,
2 — щелепа,
3 — нижня щелепа,
4 — вершинний хребець,
5 — коло обертання,
6 — лопатка,
7 — акроміальний відросток,
8 — плечова кістка,
9 — променева кістка,
10 — ліктьова кістка,
11 — кістки пальців,
12 — п'ясткові кістки,
13 — кістки зап'ястка,
14 — міст,
15 — хрящові частини ребра,
16 — ребра (13),
17 — кістки пальців,
18 — плеснові кістки,
19 — кістки гомілковостопного суглоба,
20 — п'яткова кістка,
21 — малогомілкова кістка, 22 — гомілкова кістка, 23 — колінна чашечка, 24 — стегнова кістка, 25 — сіднична кістка, 26 — тазова кістка.

  - шийні хребці (vertebrae cervicales III—VII)
  - грудні хребці (vv. thoracice)
  - поперекові хребці (vv. lumbales)
  - криж (os sacrum)
  - хвостові хребці (vv. coccygeae)
- грудна кінцівка
  - Лопатка (scapula) — ямка, шийка, виріст
  - плечова кістка — горбок малий, горбок великий, горбистість кругла, ствол, виросток
  - ліктьова кістка — відросток, ділянка, головка
  - променева кістка — головка (проксимальна), діафрагма, (трохлея), дистальний кінець
  - кістки зап'ястка — придаткова, проміжно-променева, ліктьова, I—IV
  - п'ясткові кістки
  - кістки пальців
  - сесамоподібні
- грудна клітка
  - ребра I—XIII
  - грудина
  - реберні хрящі
- тазова кінцівка
  - тазова кістка — клубовий горб, стовбур клубової кістки, сіднична ость, сідничний горб
  - стегнова кістка — вертлюг, малий вертіл, стовбур, трохлея, присередній виросток, надвиросток, латеральний виросток
  - великогомілкова кістка — присередній виросток, ствол, присередня кісточка
  - малогомілкова кістка
  - кістки плесна — п'яткова кістка, таранна кістка, центральна кістка, I—IV
  - плеснові кістки
  - кістки пальців стопи
  - буржуйка
  - підколінна
  - колінна чашечка

## М'язи (загальні)
- Жувальний м'яз (жувальний апарат)
- потиличний
- грудинно-під'язиковий (sternohyoideus)
- ключично-плечовий
- зубчаста вентральна шия (serratus ventralis cervicis)
- надостний
- лопатково-плечовий
- трапеція
- infraspinatus (підостна)
- дельтоподібна — частина Лопатковий і плечовий
- довгий м'яз спини
- триголовий м'яз плеча
- плечовий
- променевий розгинач зап'ястка
- загальний розгинач пальців
- глибокий грудний м'яз
- зовнішній косий відділ живота
- прямий м'яз живота
- внутрішній косий відділ живота
- найдовше стегно (шарторій)
- tensor fasciae latae (натяг широкої фасції)
- середній сідничний м'яз
- напівсухожилковий
- поверхневий сідничний м'яз

### М'язи плеча
- медіальна сторона:
  - підлопаткової
  - supraspinatum (надостна)
  - teres major (терес майор)
  - коракобрахіаліс
  - найширший м'яз спини
  - Serratus cervicis et thoracis
- бічна сторона:
  - трапеція
  - надостний
  - infraspinatus (підостна)
  - дельтоподібний м'яз
  - teres major (терес майор)

### М'язи плечової області
- медіальна сторона:
  - двоголовий м'яз плеча
  - триголовий м'яз плеча
  - натяг фасції руки
  - ліктьова кістка (анконеус)
  - плечовий м'яз
  - поверхневий грудний м'яз
  - глибокий грудний м'яз
  - ключично-плечевий
- бічна сторона:
  - триголового м'яза плеча довгої головки
  - бічна головка триголового м'яза плеча
  - двоголовий м'яз плеча
  - плечевий м'яз

### М'язи області лап
- медіальна сторона:
  - плечево-променева
  - променевий розгинач зап'ястка
  - пронатор терес
  - променевий згинач зап'ястка
  - поверхневий згинач пальців
  - ліктьовий згинач зап'ястка
  - глибокий згинач пальців
- бічна сторона:
  - плечово-променева
  - променевий розгинач зап'ястка
  - загальний розгинач пальців
  - відвідний м'яз довгого пальця
  - ліктьова кістка (анконеус)
  - бічний розгинач пальців
  - ліктьовий згинач зап'ястка

### М'язи області стегна
- медіальна сторона:
  - крижово-хвостовий
  - клубово-поперекова
  - леватор ані
  - клубово-каудальний
  - найдовше стегно (шарторій)
  - прямий м'яз стегна
  - широкий
  - гребінець
  - аддуктор
  - тонкий.
  - напівперетинчастий
  - напівсухожилковий
- бічна сторона:
  - найдовше стегно (шарторій)
  - сідничний м'яз
  - крижово-хвостовий
  - каудальний (куприковий)
  - натяг широкої фасції
  - двоголовий м'яз стегна
  - близнюк
  - квадратна м'яз стегна
  - широкий бічний
  - привідний м'яз стегна
  - напівперетинчастий
  - задній відвідний м'яз гомілки

### М'язи області гомілки
- медіальна сторона:
  - розгинач пальців
  - пузатий (гастрокнеміус)
  - поверхневий згинач
  - підколінний м'яз
  - хвостова гомілка
- бічна сторона:
  - пузатий (гастрокнеміус)
  - згинач пальців
  - череп великогомілкової кістки
  - довга малогомілкова кістка

### М'язи голови
- Поверхневий
  - лобно-тім'яної
  - міждисцикулярний
  - підйом медіального канталу
  - круговий очей
  - латеральний ретрактор кута
  - виличні
  - круговий рот
  - облицювання
  - вилично-вушна раковина
  - леватор носогубної
  - шкірна шия
  - сфінктер шиї
- Глибокий
  - леватор верхньої губи
  - ікла
  - круговий рот
  - маляр
  - рубець
  - скроневі
  - привушно-вушна
  - ключично-шийний
  - грудинно-головний
  - грудинно-соскоподібний
  - груднинно-під'язиковий
  - мілопід'язиковий
  - двочеревний
  - вінгер
  - найдовший верхівковий хребець
  - довга голова
  - щитовидно-глотковий
  - тиреоїдної
  - грудиннощитовидної

### М'язи шиї
- Поверхневий
  - брахіоцефальний
  - грудинно-головний
    - грудинно-потиличний
    - грудино-соскоподібний

  - ключично-плечовий
  - квадрат
  - надостний
  - лопатково-поперечний
  - дельтоподібний (лопатково-плечова частина)
- Глибокий
  - ромбоподібна шия
  - паралельна головка
  - лопатевий
  - зубчаста шийка
  - спинна луска
  - похила середина
  - довга голова
  - пряма грудна клітка
  - шийний відділ хребта
  - пряма голова
  - коса голова
  - задня коса головка

### М'язи живота
- зовнішній косий відділ живота.
- прямий м'яз живота.
- внутрішній косий відділ живота.
- глибокий грудний відділ.
- найдовша грудна і поперекова частина.
- клубово-ребровий.